# 定陶区
定陶区（ていとう-く）は中華人民共和国山東省菏沢市に位置する市轄区。

## 行政区画
- 街道:天中街道、浜河街道
- 鎮:陳集鎮、冉堌鎮、張湾鎮、黄店鎮、孟海鎮、馬集鎮、倣山鎮、半堤鎮、杜堂鎮、南王店鎮